# Iwo Cyprian Pogonowski
Iwo Cyprian Pogonowski (ur. 3 września 1921 we Lwowie, zm. 21 lipca 2016) – polski i amerykański inżynier budowlany i przemysłowy, autor atlasów i słowników, publicysta polonijny, krewny Stefana Pogonowskiego.

## Życiorys
Walczył w kampanii wrześniowej. Aresztowany 30 grudnia 1939, był więziony w Dukli, Barwinku, Krośnie, Jaśle, Sanoku, Tarnowie, trafił wreszcie 10 sierpnia 1940 do obozu Oranienburg-Sachsenhausen. Spędził tam całą wojnę, w kwietniu 1945 uczestniczył w tzw. marszu śmierci do Schwerina, gdzie 2 maja tegoż roku został oswobodzony. Studiował na wydziale handlowym (Institute Superieur de Commerce) na Katolickim Uniwersytecie św. Ignacego w Antwerpii. W latach 1947–1950 pracował w Wenezueli. Ukończył kierunki inżynieria budowlana i inżynieria przemysłowa na uniwersytecie w Tennessee; pracował później na tej uczelni jako wykładowca. W późniejszym okresie pracował w przemyśle naftowym dla Shell Oil Company oraz Texaco, uzyskał 49 patentów. Równocześnie wykładał na Uniwersytecie Stanowym Wirginii. W 2002 został odznaczony Medalem Polonia Mater Nostra Est. Mieszkał w Sarasocie. Publikował w „Naszym Dzienniku”.
Zmarł 21 lipca 2016 w Stanach Zjednoczonych. 27 września 2016 został pochowany na cmentarzu Rakowickim w Krakowie (kw. Ł, rząd zach.).

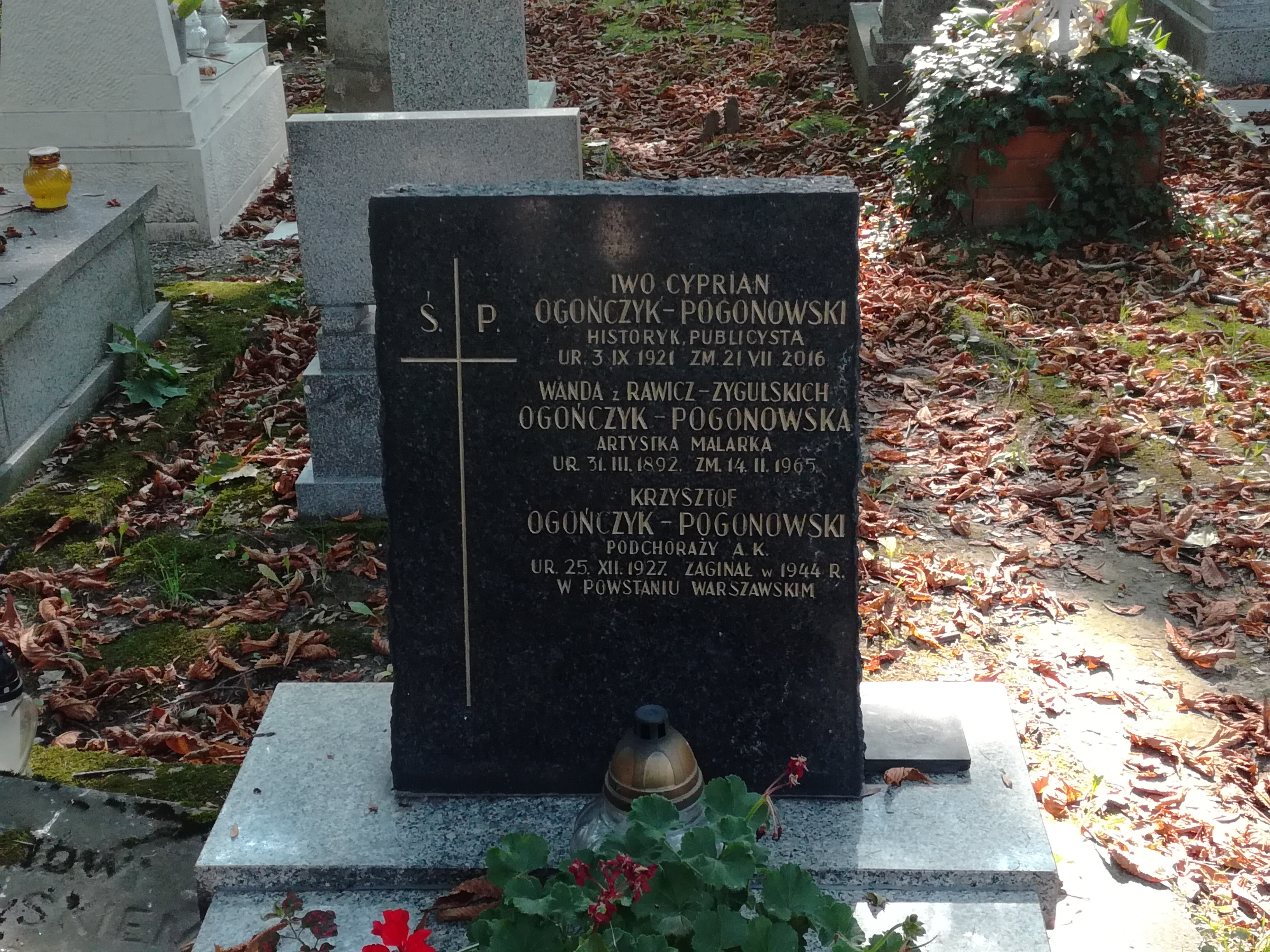
Grób Iwona Pogonowskiego na cmentarzu Rakowickim

## Życie prywatne
Ojciec Iwona Cypriana, Jerzy, doktor filozofii i praw, w czasie II wojny światowej był torturowany w siedzibie Gestapo w budynku przy alei Szucha w Warszawie. Matka, Wanda z Żygulskich, malarka, była więziona na Pawiaku, walczyła w powstaniu warszawskim. Brat Krzysztof zginął w Powstaniu. Stryj Adam uczestniczył w walkach o Lwów, zginął w walkach z bolszewikami pod Siedlcami, a inny krewny – Stefan – zginął w walkach o Radzymin. Jego bliskimi kuzynami byli Kazimierz Żygulski i Zdzisław Żygulski.

## Publikacje
- Pierwsza demokracja w nowożytnej Europie, Hippocrene Books, New York 2010
- Hegemonia – Komentarze do polityki zagranicznej USA, Wydawnictwo WERS, Poznań 2008
- Świat po amerykańsku, Fundacja 'Nasza Przyszłość', 2004,
- Heraldyka – Heraldry, Juliusz Ostrowski, wyd. CD-ROM, 2002,
- Poland – An Illustrated History, Hippocrene Books, 2000, (rekomendacja Normana Daviesa i Z. Brzezińskiego)[5],
- Jews in Poland – A Documentary History, Hippocrene Books, New York 1998,
- Unabridged Polish-English Dictionary, Hippocrene Books, New York 1997[6],
- Historyczny Atlas Polski, Wydawnictwo Baran i Suszczyński, Kraków 1995,
- Poland – A Historical Atlas, Hippocrene Books, New York 1987,
- Polish-English Standard Dictionary, Hippocrene Books, New York 1985[7],
- Practical Polish-English Dictionary, Hippocrene Books, New York 1979.
- The First Democracy in Modern Europe: Million Free Citizens in Poland during the Renaissance, 2010 (E-Book).